# 方德萬
方德萬（荷蘭語：Hans van de Ven）（1958年1月10日—）是一名知名荷蘭漢學家、19和20世紀中國研究的權威。他出生於北荷蘭省的費爾森，於萊頓大學修讀漢學，並於哈佛大學取得博士學位。他目前擔任數個劍橋大學的教職，包括現代中國史教授、圣凯瑟琳学院東方研究總監、東亞及中東研究學院（Faculty of Asian and Middle Eastern Studies）主席等，曾指導的學生包括鄺智文。他也擔任南京大學歷史系的客席教授、南京大學-約翰斯·霍普金斯大學中美文化研究中心國際院士，目前正在完成一本與中國海關總稅務司有關的著作。
他的妻子是蘇珊·卡爾，兩人育有三名子女，岳父馬爾科姆·卡爾是著名的中東問題學者、貝魯特美國大學校長，後於1984年在貝魯特被暗殺。

## 著作
- 《中國的民族主義和戰爭（1925~1945）》
- 《潮來潮去：海關與中國現代性的全球起源》
- 《戰火中國1937-1952：流轉的勝利與悲劇，近代新中國的內爆與崛起（英语：China at War）》

## 外部連結
- 東亞及中東研究學院中有關他的人物簡介